# Lægernes Pension
Lægernes Pension er en dansk pensionskasse med hjemsted i Frederiksberg Kommune. 
Pensionskassen blev stiftet i 1946 og har ca. 90 procent af alle læger i Danmark som medlemmer. Pensionsordningen er obligatorisk for læger, der er omfattet af kollektiv overenskomst.
I 1992 oprettede pensionskassen Lægernes Pensionsbank som datterselskab. Pensionskassen etablerede i 2004 Investeringsforeningen Lægernes Pensionsinvestering og Specialforeningen Lægernes Pensionsinvestering, hvor størstedelen af pensionskassens midler forvaltes.
Lægernes Pension hed oprindeligt Lægernes Pensionskasse, men ændrede i 2016 navn til Lægernes Pension - pensionskassen for læger. I daglig tale Lægernes Pension. Bankens navn blev samtidig ændret til Lægernes Bank, mens investeringsforeningens navn blev ændret til Lægernes Invest.
Lægernes Pension er under tilsyn af Finanstilsynet.

## Administrerende direktører
- 1988-1989 Lars Rohde
- 1989-2015 Niels Lihn Jørgensen
- 2015- Chresten Dengsøe[1]